# الساندرو مارکی
الساندرو مارکی (انگلیسی: Alessandro Marchi؛ زادهٔ ۷ دسامبر ۱۹۸۹) بازیکن فوتبال اهل ایتالیا است.
از باشگاه‌هایی که در آن بازی کرده‌است می‌توان به باشگاه فوتبال کرمونزه، باشگاه فوتبال فروزینونه، باشگاه فوتبال بولونیا، باشگاه فوتبال پیاچنزا، و باشگاه فوتبال لیورنو اشاره کرد.